# Цирконијум
Цирконијум (Zr, лат. zirconium) метал је B групе, познате и као група прелазних метала, са атомским бројем 40. Име је добио по истоименом минералу — цирконијуму (ZrSiO4). Цирконијум поседује и минерал баделеит (ZrO2). Заступљен је у земљиној кори у количини од 130 ppm (енгл. parts per million).
Назив елемента је узет од имена његовог минерала цирконијума (ZrSiO4), најважнијег познатог извора овог елемента. Реч cirkon изведена је из персијске речи zargun زرگون што значи „златно обојен”. Цирконијум је сјајни, сиво-бели снажни прелазни метал који доста наликује хафнијуму, и нешто мање, титанијуму. Најчешће се користи у ватросталним средства и као средство за постизање непрозирности (матирање), мада се у мањим количинама користи у легурама због своје веома велике отпорности на корозију. Цирконијум гради бројне неорганска и органска једињења, попут цирконијум диоксида и цирконоцен дихлорида. Пет Zr изотопа се налази у природи, од чега су три стабилна. Једињења цирконијума немају познату биолошку улогу.

## Историја
Минерал циркон који садржи цирконијум и њему слични минерали (јаргун, хијацинт, јацинт, лигур) су споменути у библијским натписима. Међутим, није се знало да минерал садржи нови елемент, све до 1789, када је Мартин Хајнрих Клапрот анализирао јаргун са острва Цејлон (данас Шри Ланка). Новом елементу је дао име цирконијумска земља (цирконијумија). Хамфри Дејви је такође покушао да издвоји нови елемент 1808. помоћу електролизе, али није успео. Метални цирконијумиј први је добио, мада у нечистом облику, Берцелијус 1824. тако што је загрејавао мешавину калијума и калијум-цирконијум-флуорида у жељезној цеви.
Процес кристалне шипке (такође познат и као јодидни процес) којег су 1925. открили Антун Едуарт ван Аркел и Јан Хендрик де Бор био је први индустријски процес за комерцијалну производњу металног цирконијума. Процес укључују добијање и касније распадање цирконијум тетрајодида деловањем топлоте. Овај метод је од 1945. замењен доста јефтинијим Кроловим процесом који је развио Вилијам Јустин Крол, у којем се цирконијум тетрахлорид редукује помоћу магнезијума:

## Особине
Цирконијум је сјајни, сивкасто-бели, меки, дуктилни и ковни метал. На собној температури је у чврстом стању, али ако су у њему присутне нечистоће постаје веома тврд и крхак. У прашкастом облику је веома запаљив, а у већим комадима је далеко отпорнији на запаљење. Цирконијум је изузетно добро отпоран на корозију и деловање база, соли, слане воде и других материја. Међутим, он се раствара у хлороводоничној и сумпорној киселини, нарочито ако је присутан и флуор. Његове легуре с цинком постају магнетичне на температури испод 35 K.
Тачка топљења цирконијума износи 1857 °C, а тачка кључања 4371-4377 °C. Електронегативност цирконијума је 1,33 на Паулинговој скали. Од елемената унутар d-блока, цирконијум има четврту најнижу електронегативност након итријума, лутецијума и хафнијума. При собној температури, цирконијум исказује хексагоналну, густо паковану кристалну структуру звану α-цирконијум, која прелази у β-Zr, просторно центрирану кубну структуру при температури од 863 °C. Цирконијум се налази у бета фази све до тачке топљења.

### Изотопи
Цирконијум у природи је састављен из пет изотопа: 90, 91, 92 и 94Zr су стабилни. Изотоп 94Zr се можда распада двоструким бета распадом (што није експериментално доказано) а претпостављено време полураспада износи преко 1,1×1017 година. Изотоп 96Zr има време полураспада од 2,4×1019 година, што је најдуже међу свим радиоизотопима овог елемента. Од ових природних изотопа, најчешћи је 90 који сачињава 51,45% природне смесе изотопа цирконијума. Најмањи удео у природном цирконијуму има изотоп 96 који сачињава само 2,8% цирконијума.
Синтетисано је 28 вештачких изотопа цирконијума са распоном атомских маса између 78 и 110. Најдуже живући вештачки изотоп је 93Zr чије време полураспада износи 1,53 милион година. Најтежи изотоп цирконијума 110 такође је и најкраће живући, а његово време полураспада се процењује на 30 милисекунди. Радиоактивни изотопи са масеним бројем 93 и више распадају се β−, док они са масеним бројевима 89 и ниже распада су β+ распадом. Једини изузетак је изотоп 88Zr који се распада ε распадом. Пет изотопа цирконијума такође постоје и као метастабилни изомери:  и . Међу њима,  има најкраће време полураспада од 131 наносекунди, док  има најдуже од 4,161 минуте.

## Распрострањеност
У Земљиној кори, концентрација цирконија износи око 130 mg/kg те око 0,026 μg/l у морској води. У природи се не јавља као самородни метал, што осликава интринсичку нестабилност у односу на воду. Основни комерцијални извор цирконија је силикатни минерал циркон, који је највише распрострањен у Аустралији, Бразилу, Русији, Индији, Јужноафричкој Републици и САД, као и нека мања налазишта широм света. Према подацима из 2013, две трећине ископаног циркона из рудника добија се из Аустралије и Јужноафричке Републике.
Ресурси минерала циркона у свету прелазе 60 милиона тона док светска годишња производња цирконијума износи приближно 900 хиљада тона. Цирконијум се такођер налази у саставу више од 140 других минерала, укључујући и комерцијално искористиве руде баделејит и коснарит.
Zr је релативно доста заступљен у звездама класе S, а детектован је и на Сунцу и неким метеоритима. Узорци стена са Месеца који су донесени на Земљу током неколико мисија из програма Аполо имају релативно високу концентрацију цирконијум оксида у односу на земаљске стене.